# رأفت الهجان (مسلسل)
رأفت الهجان هو مسلسل درامي مصري عُرض لأول مرة سنة 1988، يتكون من ثلاثة أجزاء، من إخراج يحيى العلمي، وبطولة محمود عبد العزيز ويدور حول ملحمة وطنية من ملفات المخابرات المصرية عن سيرة البطل المصري رفعت علي سليمان الجمال الذي تم زرعه داخل المجتمع الإسرائيلي للتجسس لصالح المخابرات المصرية، وكان له دور فعال في الإعداد لحرب أكتوبر.

## شخصيات المسلسل

### شخصيات رئيسية
- محمود عبد العزيز: رأفت الهجان / ليفي كوهين / ياكوف بنيامين حنانيا / ديفيد شارل سمحون.
- يسرا: بدور هيلين سمحون أو فلتراود بيتون.
- يوسف شعبان: بدور ضابط المخابرات المصري محسن ممتاز أو عبد المحسن فايق.
- محمد وفيق: ضابط المخابرات المصري عزيز الجبالي أو عبد العزيز الطودي.
- نبيل الحلفاوي: نديم هاشم أو محمد نسيم قلب الأسد.
- أحمد ماهر: ضابط المخابرات المصري مصطفى عبد العظيم أو الضابط مصطفى عبد الحميد.
- تهاني راشد: سيرينا أهاروني.
- عفاف شعيب: بدور شريفة أو نزيهة الجمال.
- صبري عبد المنعم: الصاغ رفيق زوج شريفة أو اللواء أحمد شفيق.

### شخصيات الجزء الأول
| - مصطفى متولي: ضابط المخابرات المصري حسن صقر أو حسن حلمي بلبل - يسري مصطفى عميل المخابرات المصرية مجدي - محمد الدفراوي: مدير المخابرات المصري - فايق عزب: ضابط مخابرات مصري - محمود عبد الغفار: سالم الشوربجي | - تيسير فهمي: سارة - شوقي شامخ: بدور إفرايم سولومون - نبيل بدر: الخواجة سوسو ليفي - عادل أمين: عزرا - نبيل الدسوقي: مسيو صروف - علا رامي: ماجي شارل سمحون - عهدي صادق: فيليب ناتاسون - فخري عازر: د. موسى مرزوق - محمد عبد الوهاب: صموئيل عازار - مصطفى القسط: بول فرانك - يوسف العسال: ماكس بينيت - أحمد حجازي: جون دارلنج/إبراهام دار - جيهان فريد: مارسيل نينيو - صافيناز الجندي: راشيل - راندا عوض: أيفيت شارل سمحون - لطفي لبيب: شالوم - حسن عبد الحميد: شارل سمحون - عبد الرحمن حامد: روبرت داسان | - جمال إسماعيل: ذكري بك - رأفت فهيم: سليم أخو رافت الهجان - رشاد عثمان: محمد كساب - حافظ أمين: متولي - محمد الشويحي: رزق أفندي - سمير فهمي: نهاد كامل أو الفنان إيهاب نافع - رأفت راجي: سامح - عبد السلام الدهشان: خليل - عبد الوهاب الحديدي: مدحت - إمام الصفطاوي: حسين شكري - عواطف حلمي: زينب - نبوية سعيد: أم حودة - عفاف مصطفى: زينب - محمد عبد الحميد بليه: عبده - مصطفى هاشم: عادل الهجان - سليمان حسين: محمود الهجان | - محمد كامل: اليوزباشي رشدي أو الوزير أحمد رشدي - سمير وحيد: اليوزباشى عدلي سليمان - مدحت غالي: ضابط مصري - عبد الحميد أنيس: وكيل النيابة - عبد الرحيم حسن: ضابط شرطة - أبو الفتوح عمارة: شاويش بالمباحث - مصطفى توفيق: ضابط شرطة - مطاوع عويس: المخبر جعفر - يوسف داود: الصول عفيفي - حسين الشريف: ضابط شرطة - كمال الزيني: مأمور قسم الزيتون - عمران بحر: شاويش قسم الزيتون - محمد عبد الحليم: ضابط مصري - عادل برهام: وكيل النيابة - سيد صادق: تاجر اقمشة بالحمزاوى - محمود علوان: محقق المباحث - يوسف عيد: شاويش بقسم الشرطة - سيد علام: ملازم أول أسامة الغمري ضابط نقطة كوتيسكا - توفيق الكردي: ضابط مصري - صالح العويل: شاويش قسم الزيتون - مجدي سعيد: ضابط شرطة |

#### أخرين
| - رشدي المهدي: الخادم فرانس - ألفت إمام: مساعدة هيلين سمحون ليندا - ماجدة حمادة: أولجا - دينا عبد الله: كيه الإنجليزية - عبد الحميد المنير: هيري تشيفر - أحمد الشناوي - عادل الشناوي - نجيب رشدي: د. هانز - مجدي محجوب - محمد عتريس: سائق النقل - محمد عابدين - محمد أبو العينين: الضابط الإنجليزي جوني - موسى سالم - فتحي السيد - سعيد عطيه | - عواد عبد الرحمن - حسنين سرور - حسن شبل: من زبائن قهوة ستامبيلوس - نرمين كمال: سنية /زيزيت - أحمد بدير أحمد - محمود طاهر - أحمد كمالي - حسين عرعر: متقدم لوظيفة - أمين عنتر: مندوب شركة شل بالقاهرة - أشرف نصار - محمود عبد الكريم - أحمد بهلول: سليم - سمير حجاج: نملة القهوجي - مصطفى عبد الله - علي عزب: شوكت | - عادل مصيلحي - سكينة خطاب: أم محمود - سمير رامي - محمود جليفون - عبد اللطيف الطحاوي - سعيد عبد الفتاح - مصطفى الخضري: جدعون شبتا - عدلي الشرقاوي - حسن عثمان - سيد مصطفى - نبوية السيد - عبد المنعم عبد الرحمن - سالم علي - محمد منصور - مهدي عباس | - صلاح عفيفي - صلاح صادق - جمال شبل: إيزاك - عبد الله الصفتي - محمد زكي المدرك - أحمد فوزي - السيد زيد: جونس - علي جوهر: قوشام - إبراهيم حسنين: زكي - نادية شمس الدين - فتحي سليمان - محمد لطفي - أحمد عمار - غريب محمود: تاجر - أحمد الطاهر: سميح | - عزت بدران: مصري بلندن - سمير حسين: عفيفي - أبو السعود عطية - أديب الطرابلسي: طوني ستامبيلوس - حللي محمد - حلمي الغمراوي - حمدي مرسي - شريف إدريس: طارق رفيق - صباح محمود: كيتي - عادل عطية: جاد - عزت عبد الجواد: مدبولي - غريب محيي الدين - لطفي لبيب: شالوم - حمدي شرف الدين: من زبائن قهوة ستامبيلوس |

### شخصيات الجزء الثاني
| - صلاح ذو الفقار: السيد شريف والي أو الوزير شعراوي جمعة - (ضيف شرف) - نبيل نور الدين: دكتور بالمخابرات ومسؤول عن أبتكار الشفرات - محي الدين عبد المحسن السيد بهاء ضابط بالمخابرات المصرية - أحمد فؤاد سليم: سلطان ضابط مخابرات مصري - ناصر سيف: يسرى رجل مخابرات مصري - د. سمير الملا: رجل مخابرات مصري - سهام فتحي: مساعدة للمخابرات المصرية - محمود عامر: رجل مخابرات مصري - محمود أبو جليلة: نائب قبطان السفينة يتبع الموساد - سحر طلعت: متعاونة مع مخابرات مصر - فتحي سليمان: رجل مخابرات مصري - عثمان محمد علي: الأستاذ صادق بمدرس بالمخابرات المصرية - طارق كمال: رجل مخابرات مصري - خيري شوقي: رجل مخابرات مصري - حنان سليمان: عميلة مخابرات مصرية فرانكا - مدحت مرسي: حسن القطان - حسن حسني: يوسف الأزرع محامى واحد كوادر الموساد - السيد راضي: أنطونيو مسؤول الأمن الإسرائيلي - أحمد عبد الهادي: يعقوب سويف أحد كوادر الموساد - عادل أمين: عزرا بنيامين | - إبراهيم نصر: عميل الوكالة اليهودية شيمون بيري - صفاء السبع: مونيكا مضيفة جوية على خطوط العال - نادر نور الدينجاك عميل من الموساد لمراقبة رافت على السفينة - وفاء عامر: لوسيان عميلة الموسادلمراقبة رأفت على السفينة - عبد المنعم المرصفي - عبد اللطيف الشيتي - مصطفى الخضري: جدعون - إبراهيم خان: سجان ألوف إلياهو جادوسكي - أحمد راتب: إيزاك بن عمتاي - أحمد حلاوة: سجان ألوف بخور شتريط - حسن مصطفي: دان رابينوفيتش - أسامة عباس: أورلو زوروف أو إيميري فريد - محمود التوني: روبير حصرون - سهير الباروني: سيبيل يوسف - فايزة كمال: يهوديت موردخاي - سلوى خطاب: ليليان فريدمان - لمياء الجداوي: كلارا - حسن كامي شاحال - جمال شبل - شريف محسن: نينو متشولح عامل بالمكتب | - سامية محسن - رجاء سراج - إيناس شلبى - كوثر رمزي - أحمد نبيل: ابراهام - محمد الصاوي: يوشع - رانيا فتح الله - يسرية السيد - عبد الهادي أنور - ياسر علي ماهر - مها فهمي - لقاء سويدان - ليلى شعير: دجان بلومبرج - أحمد خميس: شاؤول بلومبرج - رأفت فهيم: سليم الهجان - مصطفى هاشم: عادل الهجان - سليمان حسين: محمود الهجان - إيمان الطوخي: إستر بولونيسكي - زوزو نبيل: والدة سيبيل يوسف - سماح أنور: حنا بلومبرج | - محمد ولاء الدين - فوزية أبو زيد - حمدي السخاوي: جلال شرف الدين ضابط مصري - بدر نوفل: عميد بالجيش المصرى - مفيد عاشور: مدير شركة سياحة بلندن - سيد عزمي: سهيل باتع - هانم محمد: زهرة - نجيب عبده: دكتور بسيوني - أحمد أبو عبية: قائممقام بالجيش المصرى - نصر سيف: بحار انجليزى سكران في حانة في جنوه - رضا حامد: سمير ضابط مخابرات مصرى - مرسي أبو العباس: نبيل لمعى مندوب رئاسة الجمهورية - نهاد رامي - محمود الحفناوي - محمد صلاح - شريف إدريس: الطفل طارق - أنسي المصري - حمدي سالم - محمود عبد الغفار: ضابط مخابرات مصري بألمانيا |

### شخصيات الجزء الثالث
| - نبيل نور الدين: دكتور بالمخابرات ومسؤول عن التدريب اللاسلكي - عادل هاشم: راجح مسئول بالمخابرات - حمدي الوزير: عادل رجل المخابرات المصري - سيد عزمي: سهيل باتع - أمين هاشم: رئيس المخابرات المصرية - عثمان الحمامصي: د.سعيد - فاروق رمضان: الطباخ علي - صلاح يحيى: البواب - عبد العزيز عيسى: مصطفى السفرجي - أحمد سامي عبد الله: طه الجنايني - حنان سليمان: فرانكا - ناصر سيف: يسري - مدحت مرسي: حسن القطان | - أبو بكر عزت: عامون بن اهارون - لطفي عبد الحميد: من رجال الموساد - جمال الفيشاوي - مراد موافي - فاروق نجيب: كوستا - عبد الغني ناصر: الهر غولدشتاينا - مصطفى الكواوى: ادون مزراحى مدير الفندق - جورج سيدهم: الجندي شلومو - أحمد راتب: في دو إيزاك بن عمتاي - أحمد حلاوة: سجان ألوف بخور شتريط - حسن مصطفي: دان رابينوفيتش | - فايزة كمال: يهوديت موردخاي - لمياء الجداوي: كلارا - مصطفى الخضري: جدعون - علي حسنين: دكتور يوسي - شريف محسن: نينو عامل بالمكتب - طارق عبد العزيز - لقاء سويدان - مها فهمي - هشام عبد الله البرتو بولدونى سائح ايطالى - محمد الدقن - مريم فخر الدين: في دجان بلومبرج - أحمد خميس: شاؤول بلومبرج | - رأفت فهيم: سليم الهجان - هانم محمد: زهرة - محمد جبريل - هاني الششتاوي: طفل - كريم الحسيني: طفل - شوكت الشيخ - مصطفى هاشم: عادل الهجان - سليمان حسين: محمود الهجان - محمد صلاح | - عزيزة حلمي: أم إبراهيم - رشدي المهدي: الخادم فرانز/الكولونيل بتير كول من الجيش النازى - فاروق فلوكس: بمبوس - عائشة الكيلاني: كريستينا - ألفت إمام: ليندا - ماجدة حمادة: أولجا - سماح أنور: حنا بلومبرج |

## فريق العمل
| - إخراج: يحيى العلمي - إنتاج: قطاع الإنتاج بإتحاد الإذاعة والتليفزيون - إعداد وسيناريو وحوار: صالح مرسي - موسيقي تصويرية: عمار الشريعي - مدير الإنتاج: ماهر عبد الوهاب - مهندس ديكور: قوت القلوب على - مدير إضاءة: سيد جابر - توزيع: قطاع الشؤون المالية والاقتصادية اتحاد الإذاعة والتلفزيون | - مدير تصوير: تيمور بكير، محمود كامل، قدري أبو العلا - مونتاج: أمين عبد الرازق - منتج منفذ: يحيى العلمي - تصميم التتر: جمال عبد الحميد - مونتاج إلكتروني: لبيب إبراهيم، مدحت بهجت - تم التصوير: أستوديو 10 |

## أحداث المسلسل

### أحداث الجزء الأول
- الحلقة الأولى

يبدأ المسلسل بديفيد سمحون على فراش الموت يعترف لزوجته هيلين قبل لحظات من وفاته بأنه مصري مسلم وليس إسرائيلي ويطلب منها عدم استدعاء الحاخام والسؤال عنه في جهاز المخابرات المصرية ويؤكد عدم هذيانه، ويصل خبر وفاته إلى المخابرات المصرية فيقرر الضابط عزيز الجبالي السفر للصلاة عليه هناك، فيثير طلبه قلق روؤسائه ولكن يتم ترتيب وجوده هناك حتى لا يثير الشبهات من خلال التنكر في صفة خاخام لمذهب يهودي معين والإدعاء بإتباع سمحون لهذا المذهب، فيصلي عليه في منزله قبل دفنه مباشرة، بحث هيلين في محفظة ديفيد فوجدت نصف عملة ورقية مكتوب عليها ضعي ثقتك في، والنصف الآخر مفقود.
- الحلقة الثانية

تعيش هيلين في اضطراب منذ أسابيع منذ وفاة زوجها بسبب ما أخبرها به ومن رسالته الغامضة المكتوبة في ورقة العملة، فتفتش بين أوراقه وينفى الطبيب مرور زوجها بفترة هذيان، وفي زيارة من صديقها القديم رجل الأعمال المصري نهاد كامل ترسل معه رسالة لمدير المخابرات المصرية تخبره بوفاة زوجها، فترسل المخابرات المصرية أثنين من عملائها لزيارتها
- الحلقة الثالثة

تصطدم هيلين باعتراف خادمها فرانس بأنه وأبيها كانا أعضاء بارزين في الحزب النازي ولكن بسبب تعقب الحلفاء واليهود للنازيين اضطرا للتخفي والتخلي عن ماضيهم. 

ثم تجد لدى المصريان النصف الأخر من العملة الورقية وبها بقية الرسالة وفيها يطلب سمحون منها الثقة بهم لأنهم أهله فيتم ترتيب سفرها بشكل سري إلى مصر، وتقابل مدير المخابرات المصري ويبدأ 'عزيز الجبالي' في توضيح حقيقة شخصية سمحون لها
- الحلقة الرابعة

يرد عزيز على هيلين أن ديفيد اسمه الحقيقي رأفت الهجان، ثم ذكر لها ما حدث عام 1954 من مشاكل، ثم تطرق للحديث عن باول فرانك وجون دارلنج ومارسيل وماكس، وخطتهم للإيقاع بين أمريكا والنظام المصري عن طريق تفجير مكاتب الاستعلامات الأمريكية في مصر، ثم قال لها عن محسن ممتاز وعن تكوينه جهاز المخابرات العامة، وعن حسن صقر صديقه، ومحمد كساب، يتم الإمساك بفيليب ومعه قنبلة من نفس نوع التي انفجرت في مكاتب الاستعلام.
- الحلقة الخامسة

يتم الإمساك بكل اليهود الذين فجروا مكاتب الاستعلامات بعدما اعترف فيليب عليهم، لكن جون دارلينج وفرانك هربا، بعد اعترافات المقبوض عليهم يفكر محسن في زرع شخص داخل إسرائيل ويحكي عزيز الجبالي لهيلين عن كيفية تعاون رأفت الهجان مع المخابرات المصرية الذي كان مسافرا إلى لبيا بجواز سفر مزيف ولكن تلقي وحدة إنجليزية -على الحدود الليبية- القبض عليه لاكتشافهم التزوير ويرحل إلى مصر ويتضح انتحاله العديد من الشخصيات والجنسيات والديانات، في الوقت الذي كان يعاني فيه حسن صقر ومحسن ممتاز في الوصول لطريقة لزرع جاسوس في قلب المجتمع الإسرائيلي، ويصلا لفكرة البحث عن نصاب ملائم لتلك المهمة فيصل لهما خبر القبض على ذلك الشخص المجهول الذي يحير الأمن في الوصول لشخصيته الحقيقية
- الحلقة السادسة

يحضر محسن التحقيق ويبدو أنه أعجب برأفت، لكنه محتار بسبب عدم معرفة حقيقة اسمه وجنسيته وديانته، فوضع خطة لمعرفة الحقيقة وتضييع تاريخ باقي الأسماء وجنسايتها وديناتها، فعرف أن كل هذه الأسماء كان يقوم بتزوير جواز سفرها لتصلح له، فواصل محسن تحرياته وبحثه حتى تبقى له اسم رأفت الهجان، ثم توصل لمعلومات عنه من خلال محمد رفيق أنه كان مسجون وكان يمثل وعلى علاقة براقصة، فتأكد أنه رأفت ثم جعله يفرج عن بكفالة.
- الحلقة السابعة

يدفع محسن الكفالة ويأخذ رأفت في سيارته ثم يسأله من هو، فطلب منه أن يعرف من الذي دفع له الكفالة، ثم أخبره أن اسمه الحقيقي رأفت علي سليمان الهجان، وأن باقي الأسماء للتمويه، ثم ذهب به لشقة وأخبره أن يتعامل مع الناس على أنه يهودي واسمه ليفي كوهين، يتذكر رأفت عمله في شركة شل للبترول ومقابلة رفيق له عندما عاد في زيارة، واستقالته منها ثم اتهامه بالسرقة في شركة الملح، يتحدث محسن مع حسن عن تمرد رأفت.
- الحلقة الثامنة

يٌخبر محسن ممتاز رأفت بحذف تهمه وملفه وبضرورة نسيان اسم رأفت الهجان والتمسك بشخصيته الجديدة ليفي كوهين ثم يسعى للبحث عن عائلة يهودية مهاجرة ملائمة لينتسب لها الهجان.

ويحكى 'الهجان' ل'محسن ممتاز' قصه حياته منذ مولده ووفاة والدته ثم والده الذي كان يفضله عن باقي أخوته ثم إلحاق إخوته ل'رأفت' في مدرسة تجارية للحد من نفقاته عليهم ثم طرد أخيه 'سليم' له من منزل أبيه عند رسوبه في الدبلوم وسوء معاملة زوج شقيقته له لتأثره بأراء أخوته 'رأفت' فيه ثم توجه للعمل في مجال التمثيل لفترة قصيرة ثم عمله في شركة شل واستقالته منها نتيجة نقله لفرع القاهرة ثم في شركة للملح وخروجه منها لتعرضه للسرقة وإتهامه بالاختلاس ثم ضابط إداري على متن أحد السفن.

تلقي الشرطة القبض على 'الهجان' في غرفته باعتباره 'ليفي كوهين' فيستغل 'محسن ممتاز' الفرصة لاختيار قدرة تحمله على التمسك بشخصيته 'ليفي كوهين' ، وفي قسم الشرطة يقابل 'الهجان' 'إفرام سولومون' الذي يخبر 'سارة' وأخيه 'الخواجة سوسو' عنه
- الحلقة التاسعة

تذهب سارة لقسم الأزبكية ومعها طعام لليفي فحذرها عدلي من الاقتراب منه، لكن سوسو ظل شاكك فيه، لكن عذرا رأى أنه يجب الاقتراب منه للتعرف عليه وهل هو لعبة من المصريين أم لا، يجد محسن ملف لعائلة لها ابن اسمه ياكوف بنيامين حنانية، فبدأ التحري عن العائلة، وعرف أن بنيامين كان صديق لشخص اسمه الخواجة صروف، تقول سارة ما عرفته من عدلي عن خطورة ليفي وأن البوليس يبحث عن حقيقته، ينصح محسن ليفي بعدد من الأشياء.
- الحلقة العاشرة

يطلب محسن من ليفي أن يتحول ليهودي حقيقي ويذهب للمعبد، وبدأ يعلمه كيفية العيش كيهودي والأماكن التي يتردد عليها اليهود، وأن اسمه ياكوف بنيامين وحدثه عن عائلته، وعن أنه ستتم مطاردته من البوليس، وعليه أن يهرب منه، يقابل سارة وإفرايم ليفي صدفة، فقالا لعذرا فطلب من إفرايم كسب صداقته، يعرف صروف كل ما قاله ليفي عن هجرته من مصر للمغرب ونضاله ضد الألمان، وطلب من عذار أن يجعله يعمل قومسيونجي مع سوسو.
- الحلقة الحادية عشر

يقول محسن لليفي أن يقول اسمه الحقيقي لليهود عندما يتم القبض عليه، يتحدث ليفي مع سوسو عن تهريب الأموال وحاجته لشخص ذكي، يقبض على ليفي ومعه إفرايم فأخبره أن اسمه ياكوف بنيامين حنانية، وحكى له حكاية هجرة عائلته ونضاله ضد الألمان، وعن نداء الضابط له باسم جون دارلنج، فقال عذرًا كل ذلك لصروف، فطلب منه أن يجعل ليفي يهرب مال لاختباره، يقول محسن لليفي أنه قد يتم تهريبه عبر اليهود لاسرائيل.
- الحلقة الثانية عشر

ينفعل ليفي على عزرا ورفض العمل مع صروف، فأرسل له إفرايم ليقابل صروف ليعمل معه، وهناك أخبره صروف أن يأخذ حذره من المصريين وألا يجعلهم يقبضون عليه، وأنه يحذره حتى لا يتم الإمساك به مثل مجموعة تفجير مكاتب الاستعلام، يقول محسن لرأفت أنه يريد منه أخبار اليهود الموجودين في إسرائيل وليس مصر، فقال له أنه موافق على خدمة مصر، فنصحه بألا ينفذ كلام صروف حرفيًا، وأن يحاول الهرب من البوليس المصري.
- الحلقة الثالثة عشر

يتصل رأفت بمحسن وهو في قسم الشرطة بسبب الشخصين الذي نصب عليهما في إنجلترا، ثم ذهب لمنزل سارة وهو ينهج بسبب الجري على أنه هرب من البوليس وحكى لسارة وعذرا وإفرايم وسوسو ما حدث، يوبخ محسن رأفت على ضعفه أمام الجنس اللطيف، يقوم صروف بعمل كمين لليفي، حيث أخبره أنه سيجعله يسافر إسكندرية مع سارة لمنزل شارل سمحون، ثم جعلها تطلب منه عدم السفر، فتأكد عزرا من ولاء ليفي ورغبته في الهجرة لاسرائيل.
- الحلقة الرابعة عشر

يعرف رأفت أن ما حدث له كمين حيث كان عذرا في الشقة، يطلب رأفت من محسن رؤية شريفة، يذهب رأفت باسم ياكوف ليجلس في منزل شارل سمحون، يقابل رأفت بعدها محسن ويحكي له ما حدث مع شارل، يتحدث ياكوف مع شارل عن رغبته في الخروج من مصر، فأخبره أن له ابن اسمه ديفيد توفى في عمر 3 سنوات ولم يستخرج له شهادة وفاة، وأنه سيعطيه اسمه ليصبح ديفيد شارل سمحون، ليتمكن من الخروج من مصر، فحزنت ماجي عندما عرفت أنه سيسافر.
- الحلقة الخامسة عشر

يقول رأفت لمحسن ما قام به شارل بإعطائه اسم ابنه ديفيد، يعطي محسن مال لرأفت ليشتري هدايا لشريفة وابنها طارق عندما يذهب لزيارتها، حيث أخبرها أنه سيعمل في الدول العربية في البترول، يعلم محسن ومصطفى رأفت الكتابة على ورق الزبدة بالحبر السري، يتفق شارل مع صروف أنه سيطلب من ليفي السفر لفرنسا لاختباره، يعطي شارل لديفيد جواز سفره باسم ديفيد شارل سمحون وتأشيرة سفر وتذاكر للسفر وشيك ب15 ألف دولار، ثم سافر.

### أحداث الجزء الثاني
- الحلقة الأولى

يسافر ديفيد على متن الباخرة والتي كان عليها مجموعة من اليهود الذي كانوا في مصر مثل عذرا، يتضح أن ديفيد مراقب من قبل اليهود والمخابرات المصرية أيضًا، يقابل شمعون وناحور ديفيد وهما من الوكالة اليهودية، يصل ديفيد لنابولي ويطلب منهما أن يأخذ إجازة للراحة والفسحة، يطلب أنطونيو من عذرا أن يقنع ديفيد بأنه سيذهب لفرنسا حتى يعطي ديفيد فرصة لإقناعه بالذهاب لإسرائيل.
- الحلقة الثانية

يخرج ديفيد من الفندق فيجد شخص يسير وراءه فقام بعمل مقلب فيه في المطعم وطلب منه عدم السير وراءه، ثم اكتشف أن غرفته تم تفتيشها، فطلب من ناحور أن لا يجعل أحد يراقبه ولا يفتش غرفته بشكل غير محترف، ثم جلس مع اليهود الذين جاءوا من مصر ليقنعهم فوافق عذرا على السفر لإسرائيل، يأتي موعد مقابلة رأفت مع عميل المخابرات المصرية مصطفى عبد العظيم، فوضع خطة لفرانكا لتقابل رأفت في بركان فيزوف، وأخذته ليقابل مصطفى.
- الحلقة الثالثة

يراجع مصطفى مع رأفت كل ما تعلمه وسيحتاجه في إسرائيل، يسافر ديفيد لإسرائيل وهناك يستقبله يعقوب سويف، ثم يقابل شيمون بيري، ثم يتعرف على روبير حصرون أثناء استخراج أوراقه للعيش بإسرائيل، ثم يذهب لفندق وينام ويستيقظ على كابوس بأنه تم كشفه من قبل الإسرائيليين، ثم يقابل يوسف الأزرع وتحدث معه عن كثرة نومه وعن عدم أكله لمدة 24 ساعة، ثم عرف منه ما الذي سيفعله في إسرائيل.
- الحلقة الرابعة

يقول ديفيد ليوسف أنه يريد عمل شركة سياحة، وهو ما ضايق يوسف لأنه كان يريد أن يسمع من ديفيد شيء آخر لخدمة إسرائيل، تتذكر هيلين ليلة حلم فيها ديفيد بكابوس وطلبت منه الذهاب لطبيب، وقالت لعزيز أن هذا الكابوس كان يتكرر لديه كثيرًا ولا يقول لها شيء عنه، يتحدث يوسف مع سيرينا ودان عن ديفيد، يطلب ديفيد من يوسف البحث عن شريك ليكون معه الشركة، فعرفه على أورلو ظروف، كما تعرف على ليليان وطلب منها دراسة عن مشروعه.
- الحلقة الخامسة

يتعرف ديفيد عند حصرون على موسى إسحق ويوسي وإيزاك ولعب معهم القمار، يتم وضع خطة من قبل أنطونيو للكشف عن حقيقة ديفيد والمنفذ هو عزرا، يتحدث دان عن مشاكله في حب كلارا، يستدين إيزاك من ديفيد مبلغ من المال، يذهب عزرا لمنزل ديفيد لينفذ خطة أنطونيو التي أخبرها ليوسف ويعقوب، كما أخبرهم عن أنه سيعمل تحريات عن ديفيد في مصر عن طريق سارة وإفرايم، يطلب عزرا من ديفيد مساعدته على العودة لمصر، فوعده بالمساعدة.
- الحلقة السادسة

يستنتج عزرا من الخطة أن ديفيد خائن، يجلس ديفيد مع يوسف وأورلو وتحدثوا حول عقد شركة السياحة، يطلب ديفيد من يوسف مقابلة شخصية مسؤلة بخصوص أمر مهم، فذهب ليقابل أنطونيو وأبلغه بما طلبه منه عزرا، وأبلغه أنه سيعتذر لعزرا عن مساعدته، تطلب ليليان من يعقوب إعفائها من مهمة التقرب لديفيد لكشفه، يطلب أنطونيو من يعقوب مقابلة ألبرتو لوضع خطة لسارة وأفرايم للتحري عن ديفيد، تقول فرانكا لديفيد الابتعاد عن ليليان.
- الحلقة السابعة

يصل ألبرتو بتحريات القاهرة فتوصل أنطونيو' لقرار مع عزرا ويوسف ويعقوب أن ديفيد وطني، تسأل ليليان عن اسم ماجي ليخبرها ديفيد أنها بنت شارل سامحون، يقوم ديفيد بإبعاد ليليان عنه بعد نصيحة فرانكا، تدعو سيرينا 'ديفيد عن طريق إيزاك، يقوم ديفيد وأورلو بعمل مقابلات مع المتقدمات لمنصب سكرتيرة الشركة، يقول ديفيد لأورلو أن سيبيل تصلح زوجة له وليس سكرتيرة للشركة، وأن عليهما أن يختارا سكرتيرة لهما من المتقدمات.
- الحلقة الثامنة

تصبح إيستر سكرتيرة للشركة، يكسب ديفيد لعبة القمار ثم يترك المكسب لشحال ليحدثه عن الثقة ثم قام بتوقيع عقد مع شركة الملاحة بخصم 50%، تتحدث إيستر مع مونيكا عن شعورها براحة ناحية ديفيد، يتقابل ديفيد مع سيرينا في منزلها بعدما دعته للمجيء، يكتب ديفيد المعلومات التي سمعها عن الطيران الإسرائيلي ثم يتذكر كلام مصطفى  معه فقام بقطع الورقة، يرسل ديفيد خطاب لمارسيل بأن الشركة متعثرة في الاتفاق اتخذوا اللازم.
- الحلقة التاسعة

تصل رسالة ديفيد لمصطفى  فعاد للقاهرة لكي يطلب أخذ محسن  ليقابل رأفت، تأتي رسالة من مارسيل أنها مشتاقة له وأن باريس بها أفلام جديدة، تذهب إيستر لمنزل ديفيد لكي توصله للمطار وهناك اعترفت له بحبها، يسافر لروما وهناك يقابل محسن  فيفرح كثيرًا ويحكي له ولمصطفى  ما حدث معه طوال هذه المدة في إسرائيل، وهناك أيضًا يُطلب منه عدم إرسال أي معلومة، تتضايق إيستر بسبب سفر ديفيد وتركها مع أورلو.
- الحلقة العاشرة

يسأل إلياهو مونيكا عن حال إيستر وخاصة بعد عملها في ماجي تورز ومقابلتها لديفيد شارل سمحون، تتقابل مونيكا مع ديفيد بالصدفة ثم تتعشى معه وأخبرته بما بين إلياهو وإيستر وطلبت منه أن يساعد إيستر حتى لا يحدث لها مشاكل مع إلياهو ، تطلب سيرينا من ديفيد الانضمام للهستدروت، يتقابل ديفيد مع شتريت ويصبح صديق له، تذهب إيستر لمنزل ديفيد وحضنته وقالت له أحبك ويبدو أنه ضعف أمامها.
- الحلقة الحادية عشر

يخالف ديفيد التعليمات ويرسل رسالة للمخابرات المصرية لكن تم الحكم عليها بأنها غير مهمة، فرأى نديم  أنه يجب مقابلته لكن بسبب موسم السياحة تم إرجاء ذلك، والاهتمام بتنظيم البناء الداخلي للمخابرات المصرية، يعنف مصطفى  ديفيد على إرسال رسالته، تتزوج إيستر من إلياهو ، يطلب أورلو من ديفيد تغيير نشاط الشركة ثم طلب منه فض الشركة بينهما، يستمع ديفيد لخبر رفض الولايات المتحدة تمويل السد العالي.
- الحلقة الثانية عشر

يفرح ديفيد بقرار عبد الناصر بتأميم قناة السويس، تطلب إيستر من ديفيد السفر لفرنسا حتى لا يتم استدعائه للجيش إذا وقعت حرب، يعرض أورلو وسيبيل فكرة استيراد معلبات طعام وبيعها للجيش، يغضب ديفيد ويذهب ليوسف ويعنفه وطلب منه فض الشراكة بينه وبين أورلو وإبلاغه برفض مشروعه، يذهب ديفيد لتلبية دعوة عشاء إيستر وإلياهو ، فأرسل رسالة للمخابرا المصرية بموعد العدوان الثلاثي، يتلقى عزيز  رسالة للانضمام للمخابرات.
- الحلقة الثالثة عشر

ينضم عزيز  للمخابرات، وفي هذه الأثناء كان ملف 313 يتم مناقشته هل يجب استكماله أو إعادته للوطن، وخاصة بعد طلبه لعادل بالعودة، يقع ملف 313 أمام عزيز  فجلس يقرأ خطاب رأفت ووصيته، فقال لرئيسه أنه يجب استكمال ملف 313 لأنه قد يتم تطويره والاستفادة منه، يتحدث عزيز  مع محسن  عن رأفت الهجان وطلب منه معرفة كل شيء عن قصة رأفت الهجان،
- الحلقة الرابعة عشر

يشعر ديفيد بالخوف والقلق بعدما عرف من إيستر بأن الموساد أمسك بجاسوس واعترف على أعوانه، يبدأ الجميع في الابتعاد عن ديفيد بسبب حالة الركود التي تمر بها السياحة وبالتالي توقف نشاط شركته فاعتقد أن هذا له علاقة بقضية الجاسوس المقبوض عليه، تفكر إيستر في إرسال برقية لشركات لتجلب أفواج سياحية فأرسل لمارسيل ، تصل الرسالة لعزيز  فوضع خطة لتدريب ديفيد على يد نديم  ، تصل رسالتين لديفيد من مارسيل وادرياتيكا بجنيف.
- الحلقة الخامسة عشر

يذهب ديفيد ليوسف وطلب منه أن يتوسط له لأخذ أتوبيسات أورلو ولكن بسعر مناسب، فعرض عليه أن لا يتعامل بمبدا الفرسان، يعرف أورلو وسيبيل من نينو بأمر الأفواج القادمة، يتصل يوسف بأورلو ويخبره أن ديفيد لا يريد أتوبيساته، يطلب عزيز  حبر سري جديد من دكتور بسيوني  ، يفكر رأفت في إخبار ضابط المخابرات المصرية برغبته الرجوع لمصر، يسافر عزيز  ونديم  لروما لمقابلة رأفت، تتحدث هيلين  مع عزيز  عن انطباعه عندما رأى رأفت.
- الحلقة السادسة عشر

يصل رأفت لروما فيتأكد أن هناك أفواج سياحية وهو ما جعله يشعر بالحيرة، يذهب للشركة وقام بالاتفاق مع المدير على العقد والأفواج السعر وأماكن الزيارة كما حصل على شيك من الشركة، لكن بعد ذلك ذهب نديم  وأخبره بموعد لقائهما بالشفرة، فعاد وفك الشفرة وعرف الموعد والمكان والساعة، يتحدث إلياهو مع إيستر عن سفر ديفيد هذه المرة، وتحدثت معه عن كلام أورلوا معها وعن عرضه العمل لديه، وعن إنكار ادرياتيكا لمجيء أفواج.
- الحلقة السابعة عشر

تقول إيستر لإلياهو أن ديفيد أتم عمل الصفقة، يذهب أورلو ليوسف وأخبره بإنكار ادرياتيكا، فذهب يوسف لأنطونيو وأخبره بذلك فطلب منه الذهاب لسيرينا للتحدث معها بخصوص ديفيد لكنها أخبرته أن هذا طبيعي لأنه مناضل وعانى في الفترة الماضية، يطلب رأفت من نديم  العودة لمصر فأخبره بالموافقة، ثم أخبره بسلام محسن  له وبإنجاب شريفة  لطفل واسمته رأفت، ثم طلب منه تسجيل كل شيء منذ ولادته وحتى لقائه به، يعرف رأفت بوفاة شارل.
- الحلقة الثامنة عشر

يعرف رأفت أن ماجي تزوجت هي وشقيقتها، وأن عميل مصري تم القبض عليه وقال في المكالمة مع السلامة، يطلب نديم  من رأفت رفد إيستر والبعد عنها بسبب زوجها، يبدأ نديم  في تعليم رأفت الكتابة بالحبر السري الجديد، ثم أخذ منه جواب لشريفة  ، يقول رأفت لنديم  أنه سيعود لإسرائيل لخدمة الوطن، يعود نديم  وعزيز  لمصر ومعهما تقرير عن العملية، يرسل ديفيد برقية لإيستر بميعاد عودته لإسرائيل، تتصل إيستر وتطلب من سيرينا مقابلتها.
- الحلقة التاسعة عشر

تطلب مونيكا' من إيستر تحديد مصيرها مع ديفيد، تنصح سيرينا 'إيستر بأن تصبح صديقة لديفيد، واقترحت عليها دعوته على عشاء في منزلها مع عدد من الأصدقاء، يتصل عزيز  بشريفة  ليخبرها بوجود رسالة معه من رأفت الهجان لها، فأخذت تسأله عن رأفت فأخبرها أنه سيأتي للمنزل ويعطيها الرسالة، ثم ذهب وأعطاها الرسالة، فقرأت الرسالة وأخذت تبكي، فسألت عزيز  عن وجود رأفت في السجن فقال لها أن صديقه محترم ولا يتعرف على غير محترمين.
- الحلقة العشرون

تقوم إيستر بدعوة أصدقاء ديفيد المقربين للعشاء الذي ستقيمه في منزلها على شرف ديفيد، تذهب سيرينا لديفيد في مكتبه وتحدثت معه عن الصقور في الهستدروت، يتصل ديفيد بمونيكا وطلب منها أن تفي وعدها بمساعدته في موضوع إيستر، ثم تناول العشاء معها وطلب منها أن تكون صديقته وتذهب معه لعشاء إيستر كثنائي، من أجل إبعاد إيستر عنه، يرسل رأفت رسالة للمخابرات المصرية بالمعلومات التي سمعها من سيرينا وحصرون.
- الحلقة الحادية والعشرون

يذهب كل المدعوين لعشاء إيستر ثم ذهب ديفيد ومونيكا معًا فتضايقت إيستر من ذلك خاصة بسبب حالة السُكر التي كانت فيها، وعندما تجاهلها ديفيد وجعل مونيكا تشرب من كأسه، سألت إيستر أورلو عن عرض العمل لديه وقالت أن الوحيد الذي لا يعرف هو ديفيد، وعندما وافقت على العرض شرب ديفيد نخب الوظيفة الجديدة، فبكت إيستر على تخلصه منها، يعين ديفيد يهوديت سكرتيرة جديدة للمكتب، يذهب إلياهو لديفيد وصارحه بحب إيستر له.
- الحلقة الثانية والعشرون

يقوم عزيز  بجعل شخص يتصل ب'شريفة  ويخبرها أنه قابل رأفت في باريس، تحدث مشكلة بين رفيق وشريفة  عندما عرف بأنها قابلت شخص في منزلها دون علمه، تخبر سيرينا 'ديفيد أن عليه التفكير في الترشح للكنيست، يعرف ديفيد من إيزاك أن الممرات يتم رصفها بخلطة جديدة وأطول عن المعدل الطبيعي، يقول نينو لديفيد أن أورلو طلب منه ترك ماجي، وهو ما جعله لا يصدق أورلو عندما اتصل به، يطلب ديفيد من نينو عدم توصيل معلومات عنه لأورلو.
- الحلقة الثالثة والعشرون

يتحدث رفيق مع شريفة  عن غضبه بسبب استقبالها شخص غريب في المنزل دون إخباره، يذهب مصطفى عبد العظيم لانجلترا ليقابل رأفت هناك بعدما طلب منه عزيز  ذلك بعد جواب ديفيد من إسرائيل، يأتي جواب من شركة سياحة إنجليزية لشركة ديفيد، فيسافر لانجلترا وعقد صفقة معهم، ثم قابل مصطفى  وأعطاه مذكرة بها أسماء المرشحين للتعامل معهم في إسرائيل، يعود مصطفى  ويخبر عزيز  بكل ما حدث، وأبدى إعجابه بديفيد الجديد ودقة عمله وتفكيره.
- الحلقة الرابعة والعشرون

تتسلم شريفة  جواب رأفت الثاني من صديقه سهيل وأخذ منها جواب ليعيطه لرأفت، تساهم المعلومات التي كتبها رأفت في معرفة مصر والرئيس عبد الناصر بالصفقة العسكرية التي تريد إسرائيل عقدها مع فرنسا، وهو ما جعل المجتمع الإسرائيلي يشعر بخطورة عبد الناصر، يقوم ديفيد بعمل رحلة لقبرص بخصم كبير لعدد كبير من الإسرائيليين المطلوبين لعمل دراسة عنهم من جانب المخابرات المصرية، تنصح يهوديت ديفيد بالتوسع في نشاط الشركة.
- الحلقة الخامسة والعشرون

يسافر رأفت لروما ويقابل نديم  ويتفق معه على الذين سيتعامل معهم لأخذ معلومات، يذهب دان  ليقترض من ديفيد بعض المال فعرض عليه العمل في منظمة من أجل السلام فانفعل عليه دان  وغضب وغادر المنزل، وهو ما جعل ديفيد يخاف ويشعر بالقلق وخاصة عندما اتصلت به سيرينا وسألته عما حدث بينه وبين دان  وطلبت منه المجيء، يوافق ديفيد على أن تتعامل مع يهوديت بشكل أقل رسمي عما قبل حيث سمح لها بأن تقول له ديفيد لكن ليس أمام أحد.
- الحلقة السادسة والعشرون

يعرض ديفيد على إيزاك العمل لدى منظمة سرية تعمل من أجل السلام مقابل معلومات عسكرية، وأخبره أنهم يدفعون بسخاء، يذهب ديفيد لسيرينا وهناك قال له دان  أنه يريد أن يقابل مندوب من المنظمة السرية، ثم تلقى اتصال من إيزاك يخبره بالموافقة على العمل مع المنظمة السرية، يضطر سهيل لإخبار شريفة  بعمل رأفت مع الثورة الجزائرية، يفتتح ديفيد مقر جديد لماجي تورز، يطلب عزيز  من ضابط مصري اسمه جلال أن يكون مندوب المنظمة.
- الحلقة السابعة والعشرون

يقول ديفيد لدان أن المنظمة وافقت على أن يقابل مندوب وأعطاه تذاكر طيران لأمستردام، واسم الفندق الذي سيتقابل فيه، يذهب ديفيد لأمستردام وهناك يجد مصطفى عبد العظيم ومعه محسن  ممتاز، يتقابل دان  مع جريج ثم يلحق بهم ديفيد، يوافق دان  على العمل مع المنظمة، يقول مصطفى  لرأفت أنه سيذهب لمصر ويقابل شريفة  وفق خطة معينة، يخبر مندوب من الرئاسة رفيق أن رأفت يعمل مع الثورة الجزائرية سرًا ويريد زيارة عائلته قريبًا.